# Petitcodiac
Ne doit pas être confondu avec rivière Petitcodiac ou Petitcoudiac.
Petitcodiac est un village du Nouveau-Brunswick au Canada, situé dans le comté de Westmorland. Il fait partie de la municipalité de Three Rivers depuis 2023.

## Toponyme
Petitcodiac est nommé ainsi d'après sa position sur la rivière Petitcodiac. Bien que l'on pense généralement que le nom vient de "petit coude" (d'après la formation de la rivière qui intersecte le village), le nom vient en réalité d'un mot indigene, soit le malécite soit le mi'kmaq, qui signifie "se courbe comme un arc". Le village porta auparavant le nom de Head of Petitcodiac, jusqu'en 1865. À ne pas confondre avec le village de Petitcoudiac, détruit en 1755, et qui correspond à l'actuel village d'Hillsborough.

## Géographie

### Situation
Petitcodiac est situé dans le comté de Westmorland, à 45 kilomètres de route au sud-ouest du centre-ville de Moncton. Le village est situé sur les berges de la rivière Petitcodiac, qui commence son cours à l'ouest du village, au confluent des rivières Annagance et North. Petitcodiac est situé dans les contreforts des collines calédoniennes, au pied de la colline Tingley (120 m). Le village a une superficie de 17,22 kilomètres carrés.
Petitcodiac était enclavé dans la paroisse de Salisbury. Salisbury est situé à 17 km au nord-est mais la ville la plus proche est Sussex, à 40 km au sud-ouest.

## Municipalités limitrophes avant 2023

### Géologie
Le sous-sol de Petitcodiac est composé principalement de roches sédimentaires du groupe de Pictou datant du Pennsylvanien (entre 300 et 311 millions d'années).

### Logement
Le village comptait 618 logements privés en 2006, dont 580 occupés par des résidents habituels. Parmi ces logements, 78,4 % sont individuels, 4,3 % sont jumelés, 5,2 % sont en rangée, 1,7 % sont des appartements ou duplex et 10,3 % sont des immeubles de moins de cinq étages. 74,1 % des logements sont possédés alors que 25,9 % sont loués. 76,7 % ont été construits avant 1986 et 6,0 % ont besoin de réparations majeures. Les logements comptent en moyenne 6,9 pièces et 2,6 % des logements comptent plus d'une personne habitant par pièce. Les logements possédés ont une valeur moyenne de 104 720 $, comparativement à 119 549 $ pour la province.

## Histoire
L'école régionale Petitcodiac est inaugurée en 1949. Petitcodiac est constitué en municipalité le 9 novembre 1966. L'aréna est construit en 1974 et rénové en 2011.
Le 1er janvier 2023, le village est fusionné avec des zones adjacentes non incorporées, pour former la municipalité de Three Rivers, dans le cadre de la réforme territoriale de la province.

## Démographie
| 1981  | 1986  | 1991  | 1996  | 2001  | 2006  | 2011  | 2016  |
| ----- | ----- | ----- | ----- | ----- | ----- | ----- | ----- |
| 1 405 | 1 355 | 1 342 | 1 425 | 1 444 | 1 368 | 1 429 | 1 383 |

| 2021  | - | - | - | - | - | - | - |
| ----- | - | - | - | - | - | - | - |
| 1 476 | - | - | - | - | - | - | - |

## Économie
Entreprise Fundy, membre du Réseau Entreprise, a la responsabilité du développement économique.
Il y a une succursale de la Advance Savings Credit Union, une caisse populaire basée à Riverview et membre de la Credit Union Central of New Brunswick.

## Administration

### Conseil municipal
Le conseil municipal était formé d'un maire et de cinq conseillers généraux. À la suite de l'élection du 12 mai 2008, le maire est élu par acclamation. Le conseil est renouvelé lors de l'élection du 14 mai 2012.
Anciens conseils municipaux
| Mandat      | Fonctions   | Nom(s)                                                                    |
| ----------- | ----------- | ------------------------------------------------------------------------- |
| 2008 - 2012 | Maire       | Peter J. Saunders                                                         |
| 2008 - 2012 | Conseillers | Gary W. Barbour, Gerald (Jerry) Gogan, John H. Lewis, Gerald W. Robinson. |

| Mandat      | Fonctions            | Nom(s)                                                                                       |
| ----------- | -------------------- | -------------------------------------------------------------------------------------------- |
| 2012 - 2016 | Maire                | Gerald A. W. Gogan                                                                           |
| 2012 - 2016 | Conseillers généraux | Cathy Lynn McCully, Ashley (Dennis) Murphy, Dan Pollock, Malcolm W. Robinson, Peter Saunders |

| Période                                  | Période | Identité           | Étiquette | Qualité |
| ---------------------------------------- | ------- | ------------------ | --------- | ------- |
| 1995                                     | 1998    | Curtis T. Rogers   |           |         |
| 1998                                     | 2001    | James Holt         |           |         |
| 2001                                     | 2008    | Gary Armsttrong    |           |         |
| 2008                                     | 2012    | Peter J. Saunders  |           |         |
| 2012                                     | 2022    | Gerald A. W. Gogan |           |         |
| Les données manquantes sont à compléter. |         |                    |           |         |

## Vie locale
L'autoroute 1 (Transcanadienne) dessert le village. Il y a un service d'autobus interurbain. Il n'y a pas de trains de passagers, mais les trains de marchandises passent toujours.
Petitcodiac possède une bibliothèque publique, située au sous-sol du temple maçonnique.
Le village possède aussi le Centre de santé de Petitcodiac, ouvert en 1980, ainsi qu'un poste d'Ambulance Nouveau-Brunswick. L'école Petitcodiac Regional accueille les élèves de la maternelle à la 12e année en anglais. C'est une école publique faisant partie du district scolaire 2. Elle possède également un centre d'apprentissage destiné aux élèves de la 6e à la 12e année.
Le village possède un musée de la guerre avec plus de 5000 artefacts. Il y a aussi une piscine publique, une arène et un bowling.
Il y a une caserne de pompiers. Le village possède un poste de la Gendarmerie royale du Canada. Il dépend du district 11, dont le bureau principal est situé à Riverview.
Petitcodiac compte plusieurs lieux de culte, dont une église Baptisme|baptiste et l'église anglicane St. Andrew's.
Les anglophones bénéficient des quotidiens Telegraph-Journal, publié à Saint-Jean et Times & Transcript, de Moncton. Les francophones bénéficient quant à eux du quotidien L'Acadie nouvelle, publié à Caraquet, ainsi que l'hebdomadaire L'Étoile, de Dieppe.

## Culture

### Langues
Selon la Loi sur les langues officielles, Petitcodiac est officiellement anglophone puisque moins de 20 % de la population parle le français.

### Personnalités
- Oliver Jones (1821-1899), homme d'affaires, né à Petitcodiac ;
- Otto Baird Price (1877-1947), dentiste et homme politique, né à Petitcodiac.